# 野田城 (摂津国)
野田城 （のだじょう）は、大阪府大阪市福島区玉川付近（摂津国西成郡鷺島荘野田村）にあった日本の城（平城）。

## 沿革
享禄4年（1531年）、細川高国と三好元長が抗争していた時（中嶋の戦い）に、細川高国と同盟関係にあった浦上掃部（浦上村宗）がこの地と福島の地に陣取った（『細川両家記』）。この時、砦が築かれたとみられ、これが野田城の原形になったと考えられる。
幕末に作成された『摂津名所図会大成』には、
とある。細川氏綱とは同族の細川晴元と度々争った武将であり、永禄3年（1560年）に没した氏綱が晩年に城主となっていた可能性がある。しかし『日本城郭大系』では「史料は明確でない」と指摘されている。
元亀元年（1570年）、畿内での勢力回復を図る三好三人衆は、野田城・福島城を増築、籠城し、それに呼応した石山本願寺法主顕如が織田信長打倒の武装決起をする。当時の野田城・福島城には8千人の兵がいて、広い城地を占めていたとされるが、現在では石碑がひっそりと建てられているだけである。
天正4年（1576年）、信長の猛攻により野田城は福島城と共に織田方の手に渡り、天正6年（1578年）の第二次木津川口の戦いでは織田方の重要陣地になったと考えられる。
それ以降40年間確かな史料には姿を見せないので、一旦廃城になった可能性も指摘されている。次に姿を見せるのは慶長19年（1614年）の大坂冬の陣の野田・福島の戦いで、『西成郡史』によると福島の五分一に棚楼（井楼か）を築き、大野治胤の兵800を配置して野田の新家を守備していたとされる。
この『西成郡史』では「棚楼を五分一に設け」たとし、新しく築かれたと読み取れるので、安土桃山時代に築かれ、元亀元年（1570年）の戦いで廃城になっていた城を、大坂の役で再利用したとも考えられる。『幻の野田城を探る』によると、少なくとも慶長20年（1615年）の大坂夏の陣以後には完全に廃城になったとされている。現在、同地域では極楽寺、野田恵美須神社などに一部城の名残らしきものが見られるが、都市化されており城跡を思い浮かべるものはほとんど残っていない。

## 城郭

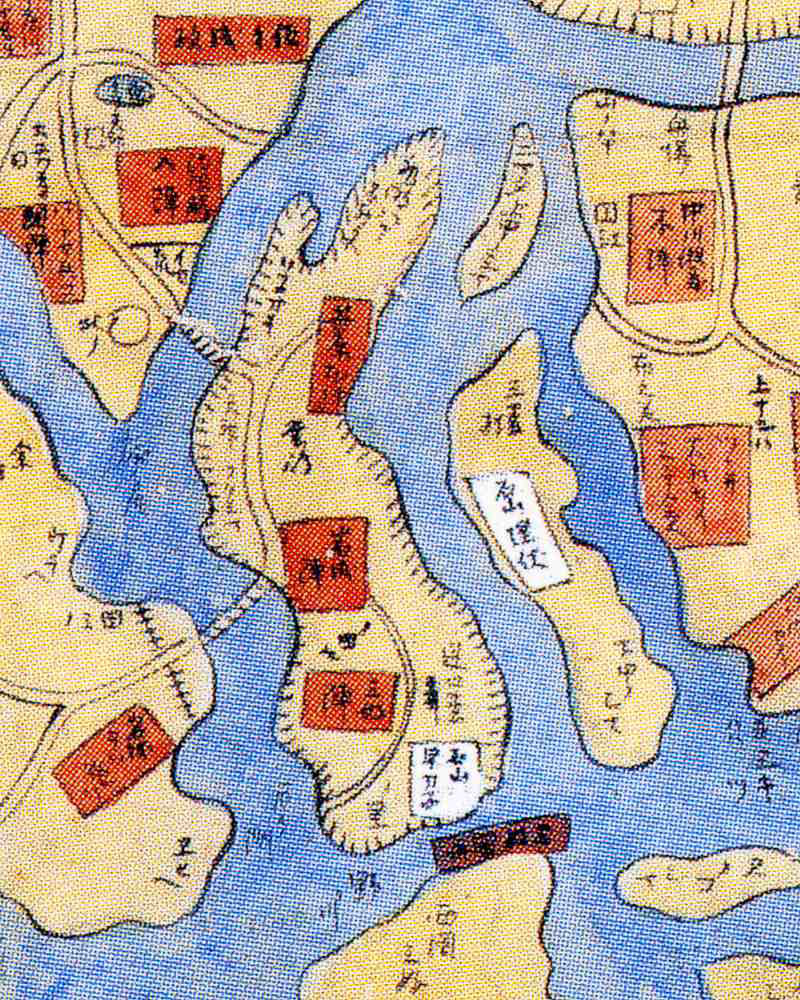
石山合戦配陣図の野田城、福島城周辺部分の拡大図

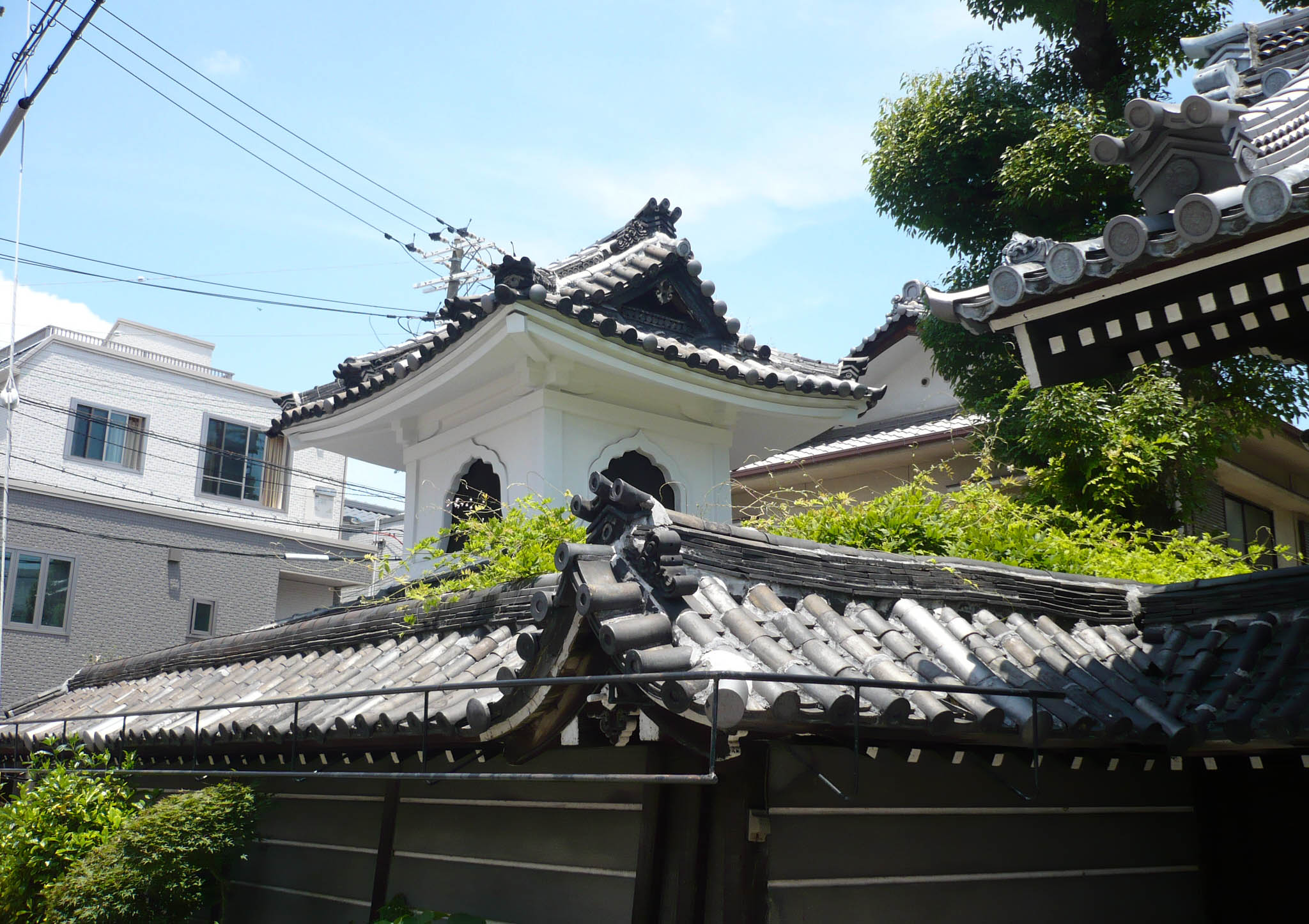
極楽寺

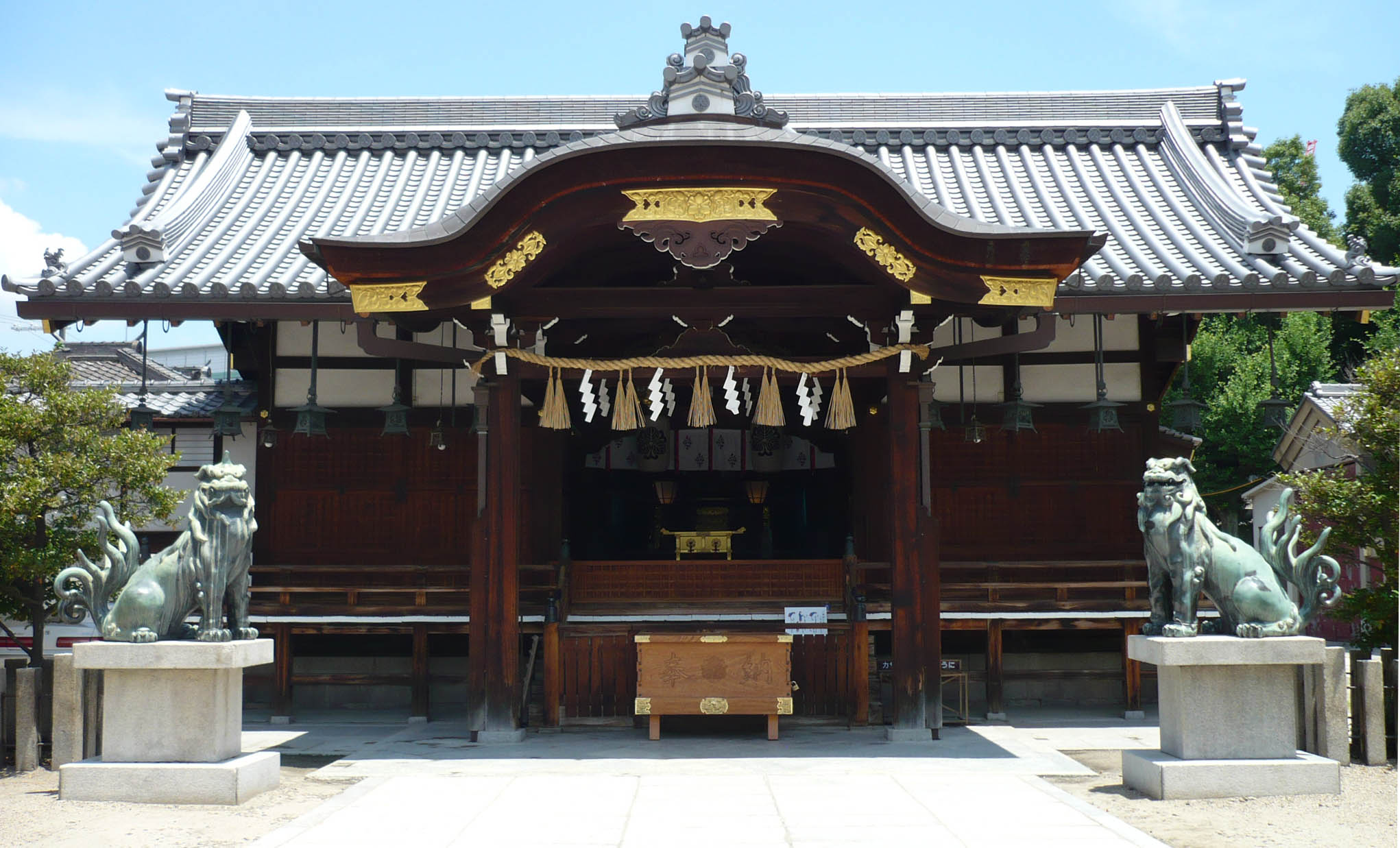
恵美須神社の本殿

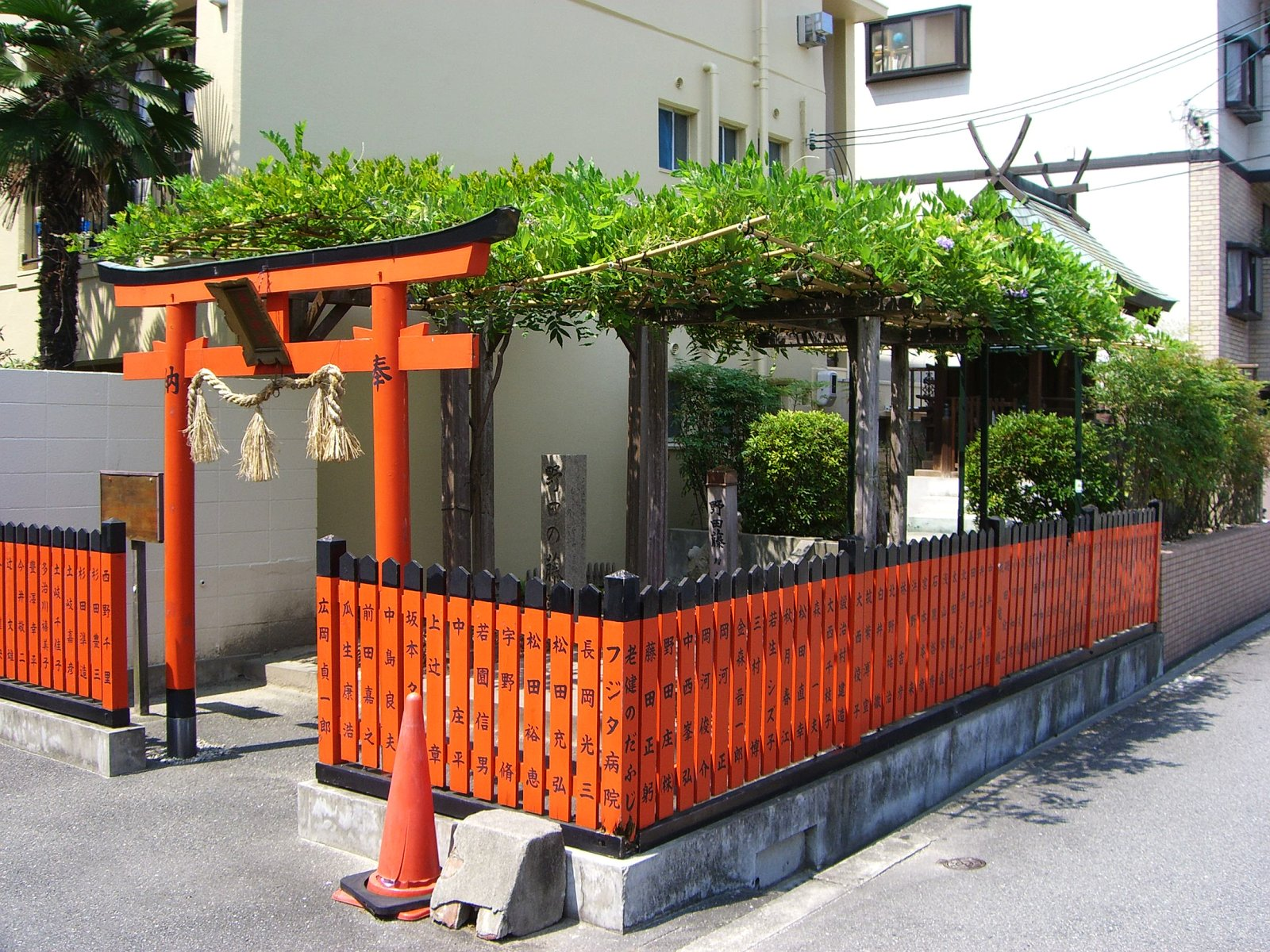
春日神社

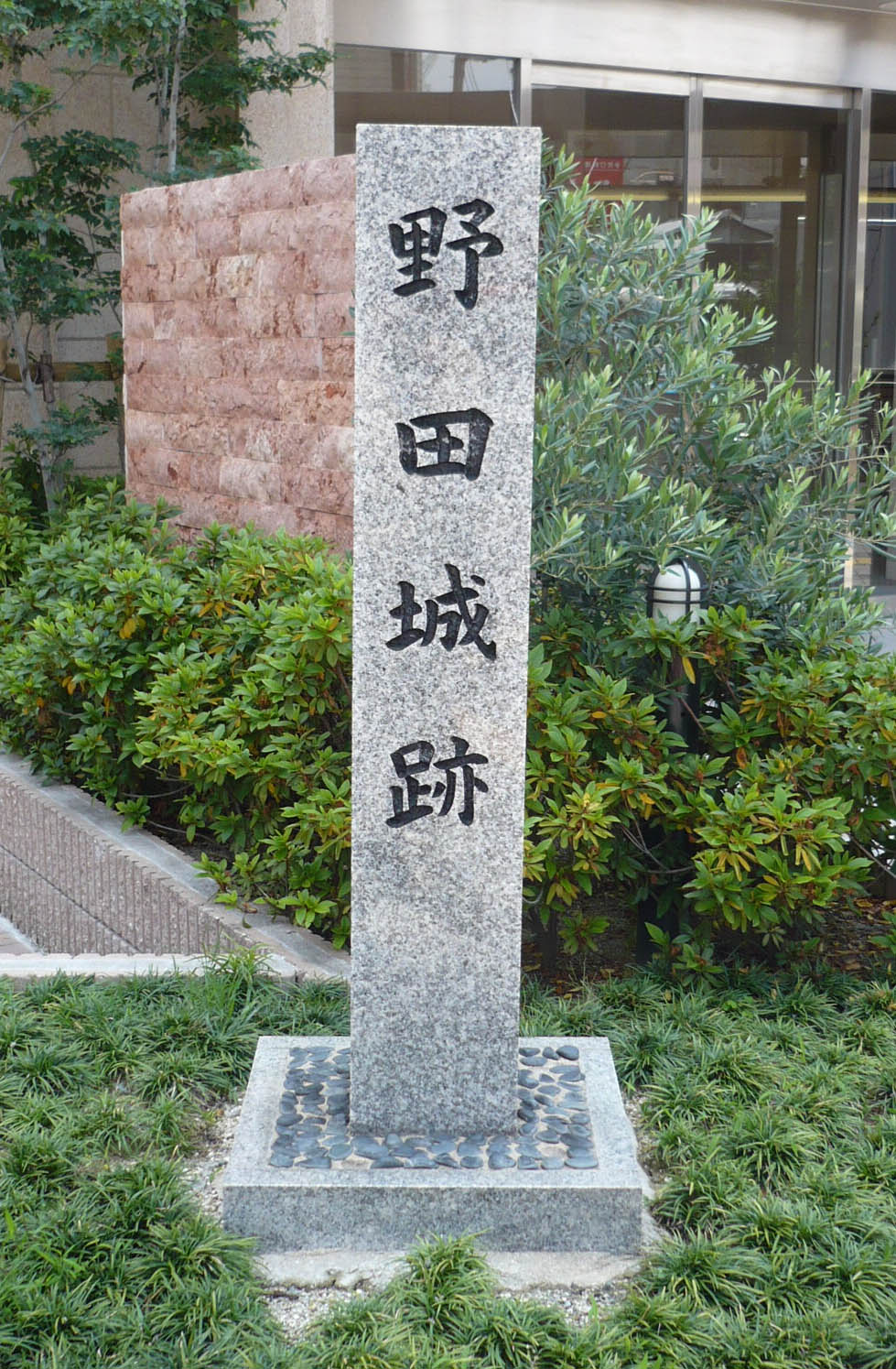
野田城の石碑（1）

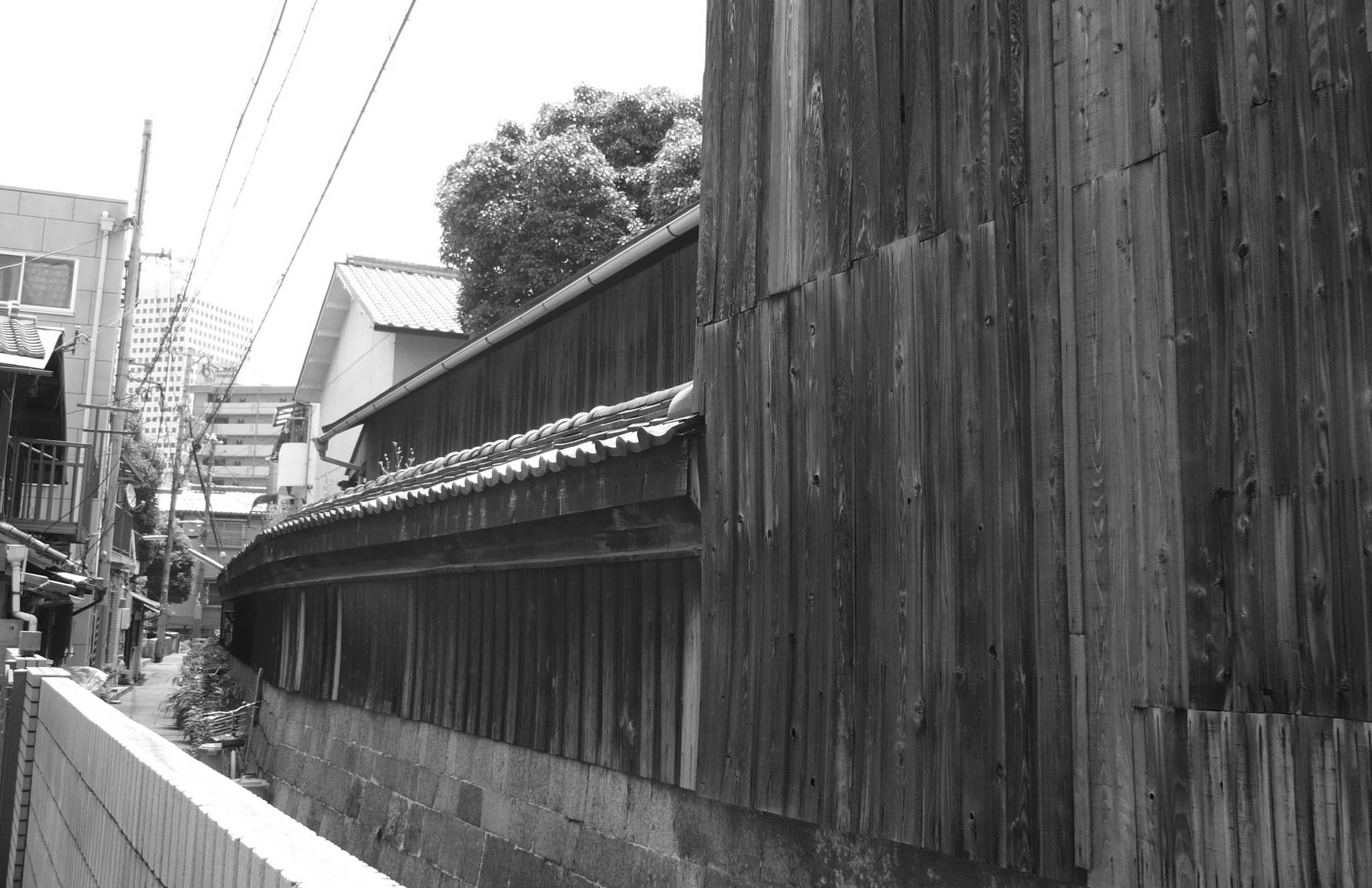
宅地化されている野田城跡

野田城がどの程度の城郭であったのか現在も不明な点が多い。城跡は都市化され、築城当時とは大きく地形が変化しているからである。ただ少ない資料の中からおおまかな概要は把握されている。この地域は平安時代以前には「難波八十島」と呼ばれる島々が点在していたが、淀川の堆積土砂によって段々と島が陸続きになり、平安時代より今日に至るまで大きく変化してきた。野田城も当時は島のような場所に築城されていたと考えられている。
野田城は砦であったという指摘もあるが、『細川両家記』には、
とあることから、浦上村宗時代には砦のような施設であったが、三好三人衆時代には「紛れもない城郭であろう」と『幻の野田城を探る』では記しており、近隣にある大坂城のような近世城郭ではないものの戦国時代の城郭であったと思われている。
明治時代初めまでは、同地域に「野田村」が存在していた。この野田村は奥ノ町、東ノ町、城ノ内町、弓場町、堤町、北ノ町の6町から成り立っていた。明治時代初期の地図によると、この野田村周辺が他の地域と比べて若干高い場所にあり、地の利を活かし築城されたのではないかと思われている。また『幻の野田城を探る』によると、城郭は旧町名の城ノ内町、奥ノ町にあたるのではないかとしており、現在の地名では、石碑1や極楽寺付近が中心部、野田恵美須神社や春日神社が城郭の東側とされる。福島区野田3丁目の野田診療所の南東には馬洗池があったと言われており、この馬洗池が野田城と関係があるとなれば、この辺りが城郭の西側になると思われている。

### 福島城
野田城に関する資料も多くはないが、福島城の城郭について『幻の野田城を探る』では「ほとんど絶望的」としている。確認されている古文献のほとんどが「野田・福島」と併記され、当時両城は一体で運用されていたのではと思われている。ただし、両城を一つの城として考えると城域が広大になり過ぎ、そのように考えることには疑問が残る。両城の間には、農地や荒地があったと考えるのが実情に合っていると思われている。一方で、近隣には富松城のような二カ所一城の例があり、野田城、福島城もその例にならって築城されていたと考える立場もある。明治時代の地図によると上福島村、下福島村という村が存在しており、その周辺に築城されていたと考えられる。現在、野田城とされる地域からみて北東下福島公園の方向で、堂島川の周辺である。現在でも多くの有志の方が福島城の痕跡を探しているが、明確な場所は解っていない。

### 石碑
- 石碑1
  - 玉川駅 2号出口を出てすぐ。玉川4丁目11番地交差点付近 （旧名 城ノ内）
- 石碑2
  - 玉川駅 2号出口を出て細い道を南東へ徒歩1分。玉川4丁目3番地 極楽寺付近（旧名 奥ノ町）

## 城跡へのアクセス
石碑2へのアクセス
- 電車でのアクセス
  - 玉川駅（Osaka Metro千日前線）→徒歩約5分
  - 野田駅（大阪環状線）→徒歩約7分